# Corrida limpa
No beisebol, uma corrida limpa (earned run, ER) é qualquer corrida na qual o arremessador é tido como responsável, i.e., a corrida é anotada como resultado de um arremessamento normal, e não devido a um erro de defesa ou uma bola passada. Todas as outras são corridas sujas (unearned runs). Um erro cometido pelo arremessador na defesa é contado da mesma forma que um erro por qualquer outro jogador.
As corridas limpas são especialmente denotadas por causa de seu uso no cálculo da média de corridas limpas — o número de corridas limpas sofridas por 9 entradas.
Para determinar se uma corrida é limpa, o anotador oficial deve reconstruir a entrada como ela teria ocorrido sem os erros (para propósitos desta regra, os “erros” também incluem bolas passadas). O benefício da dúvida sempre é dado ao arremessador em determinar que bases teriam sido conseguidas por jogadas sem erro.
Se nenhum erro ocorrer durante a entrada, todas as corridas são automaticamente limpas. Em alguns casos, um erro pode ser dado inocentemente enquanto a entrada ainda está em jogo. Por exemplo, um corredor na primeira base avança à segunda numa bola passada. O próximo batedor anda. Visto que o corredor agora estaria na segunda de qualquer jeito, a bola passada não mais tem qualquer impacto no cálculo de limpas/sujas.
Uma corrida é contada como suja quando:
- Um batedor chega à base num erro, e mais tarde anota uma corrida naquela entrada;
- Um batedor ou corredor avança uma ou mais bases num erro e anota numa jogada que, de outra forma, não teria fornecido a oportunidade de anotar;
- Um corredor de base anota depois que a terceira eliminação teria sido feita.

Nos dois primeiros casos acima, “num erro” inclui situações onde o batedor faz uma rebatida clara, mas deveria ter sido eliminado mais cedo em sua vez no bastão numa bola alta de falta que foi largada por um defensor (erro).
Enquanto a entrada ainda está sendo jogada, este último cenário pode causar uma situação temporária onde uma corrida já foi anotada, mas seu estado de limpa/suja ainda é incerto. Por exemplo, com dois eliminados, um corredor na terceira base anota numa bola passada. Por enquanto, a corrida é suja, visto que o corredor ainda deveria estar na terceira. Se o batedor é eliminado por strikes para encerrar a entrada, continuará assim. Se o batedor obtém uma rebatida de base, que teria anotado o corredor de qualquer maneira, a corrida agora torna-se limpa.
Quando os arremessadores são trocados no meio de uma entrada, e um ou mais erros já ocorreram, é possível ter uma corrida penalizada como limpa contra um arremessador específico, mas suja para a equipe. O exemplo mais simples é quando o time defensivo registra dois eliminados e comete um erro numa jogada que teria sido a terceira eliminação. Um novo arremessador vem ao jogo, e o próximo batedor acerta um home run. O corredor que chegou à base no erro anota, e sua corrida é suja tanto para o arremessador prévio como para o time. Todavia, a corrida anotada pelo batedor é contada como limpa contra o arremessador reserva, mas suja para a equipe (visto que já deveriam ter sido três eliminados). Se o time não tivesse trocado de arremessadores, nenhuma das duas seria contada como uma corrida limpa porque aquele arremessador já deveria ter encerrado a entrada.
Um arremessador só é penalizado com o número de corredores que chegam em base enquanto ele está arremessando. Quando uma mudança de arremessadores ocorre, diz-se que o novo arremessador “herda” quaisquer corredores que estam em base no momento, e se eles anotarem depois, aquelas corridas são penalizadas (limpas ou sujas) para o arremessador anterior. Muitas fichas técnicas atualmente listam corredores herdados, e quantos deles anotaram, como uma estatística para o arremessador reserva.

## Diferenças históricas
Na história remota da Major League Baseball, a diferença entre o número de corridas limpas cedidas por um arremessador e o total de corridas cedidas foi muito mais significante que hoje. Para exemplificar, Jim Devlin em 1876 arremessou 66 jogos completos (662 entradas arremessadas) com uma ERA de 1.56, mas conseguiu registrar só cinco shutouts. A discrepância aparente vem da diferença no número de corridas cedidas (309) versus corridas limpas (108).